# Cirkus Homo Sapiens
Cirkus Homo Sapiens var den svenska sångerskan Nanne Grönvalls debutalbum som soloartist. Albumet släpptes i april  månad 1998 på skivmärket Somco Records och nådde som bäst 38:e plats på försäljningslistan för album i Sverige.
Albumet släpptes i två versioner; den första 1998 och den andra 1999. På den andra versionen lades låten Kul i jul från 1997 till, vilken inte fanns med på den första versionen av albumet. Avundsjuk hade dessutom spelats in i en mer rockig version på andra utgåvan. Dessutom skiljer sig skivomslaget åt mellan de olika versionerna.
Från Cirkus Homo Sapiens släpptes Avundsjuk, Nannes sommarvisa och Vem som helst... på varsin singelskiva. Den sistnämnda låten gavs ut på två olika singelskivor 1998 och 1999, där den senare innehöll remixer av låten. 
Nanne kom att spela in en ny version av Viskaren på hennes studioalbum Jag måste kyssa dig 2007.

## Låtlista

### Version 1[2]
1. Vem som helst...
2. Nannes sommarvisa
3. Avundsjuk
4. Madonnan
5. Till dej
6. Viskaren
7. Cirkus Homo Sapiens
8. Martyr
9. Det skulle varit jag
10. Själar av blod
11. Viktiga små ord

### Version 2[3]
1. Vem som helst...
2. Nannes sommarvisa
3. Avundsjuk (remix)
4. Madonnan
5. Till dej
6. Viskaren
7. Cirkus Homo Sapiens
8. Martyr
9. Det skulle varit jag
10. Kul i jul (bonuslåt)
11. Själar av blod
12. Viktiga små ord

## Listplacering
| Lista (1998) | Topplacering |
| ------------ | ------------ |
| Sverige      | 38           |